# Pompeja (poemat)
Pompeja – poemat Cypriana Kamila Norwida z 1848 lub 1849 roku stanowiący swobodną transpozycję przeżyć związanych ze zwiedzaniem Herkulanum i Pompei.

## O utworze
Norwid zwiedzał Pompeje i Herkulanum trzykrotnie: w 1844, 1845 i 1848 roku. Analiza tekstu skłania badaczy do przyjęcia, że poemat powstał po ostatniej wizycie poety w zasypanych przez Wezuwiusz miastach, w 1848, a najpóźniej w 1849 roku. Norwid wysłał rękopis utworu, tak jak i Wesele, do Przeglądu Poznańskiego pod redakcją Jana Koźmiana. Koźmian nie wydrukował utworu, a po pewnym czasie przekazał rękopis Edmundowi Bojanowskiemu, wydawcy Pokłosia. Pompeja ukazała się w Pokłosiu w 1853 roku bez wiedzy autora.
Poemat liczy 177 wierszy i został napisany trzynastozgłoskowcem.

## Treść
Poeta zwiedzając cmentarz pompejański usiadł na grobie Mammii. Rozmyślając usłyszał jak ktoś się obok niego poruszył. Mężczyzna, który koło niego siedział był kiedyś konsulem Pompejów i nazywał się Balbus. Chwilę potem zjawił się cień Poety, którego dom do dzisiaj odwiedzają turyści. Marzył on przed wiekami, by swoją poezją świat poruszyć i bliski był chwili gdy w kolonii pod jego wpływem dojdzie do powstania i czuł się jak Jowisz. Aż idąc koło świątyni Izydy, poruszony, poczuł popiół na twarzy i usłyszał huk piorunów. I cień zniknął.
A Balbus widząc, że zanosi się na rozruchy wjechał odważnie na koniu we wzburzony tłum, który widząc go tak wspaniałym cofnął się przed nim. I czuł się jak Jowisz. Aż poczuł popiół na twarzy i usłyszał huk piorunów. To rzekł i zaczął znikać. A przewodnik przerwał poecie sny tkliwe, / Mówiąc, że nas czekają osły niecierpliwe.